# Alexandre Robinet de La Serve
Pour les articles homonymes, voir Robinet de La Serve.
Alexandre Robinet de La Serve est un homme politique français né le 30 mars 1821 à Paris et décédé le 4 février 1882 à Marseille. Fils de Nicole Robinet de La Serve, engagé lui aussi, il fut député puis sénateur de La Réunion, une colonie dont son père était natif et dont il finit par faire sa terre d'adoption.

## Biographie
Industriel de profession, Alexandre Robinet de La Serve développe avec François Césaire de Mahy un projet de réforme coloniale qui déboucherait sur l'assimilation législative de l'île à la métropole. Lorsque la Troisième République est proclamée et que deux sièges de députés sont accordés à La Réunion, il se présente comme candidat républicain, tout comme son ami. Ils sont largement élus le 20 novembre 1870.
Il est sénateur du 19 mars 1876 à 1882.

## Postérité
Un buste d'Alexandre Robinet de La Serve fait face à celui de son ami Théodore Drouhet place du Rontaunay à Saint-Denis de La Réunion.